# Heydər Camal
Heydər Camal (ruso: Гейда́р Джахи́дович Джема́ль, azerbaiyano: Heydər Cahid oğlu Camal, a veces transliterado como Heydar Jamal; 6 de noviembre de 1947 - 5 de diciembre de 2016) fue un activista islámico ruso, filósofo y politólogo, poeta y activista social. Fue el fundador y presidente del Comité Islámico de Rusia.

## Biografía

### Temprana edad y educación
Jemal nació el 6 de noviembre de 1947 en Moscú. Su padre era el famoso artista azerbaiyano Dzajid Jemal, quien se cree que fue descendiente de Hulagu Khan. Su madre era Irina Shapovalova, una famosa equitadora y entrenadora de caballos descendiente de la noble familia Shepelev. Sus padres se divorciaron cuando era muy joven y sus abuelos maternos lo criaron. El abuelo materno de Dzhemal, Igor Shapovalov, era profesor de filosofía alemana, y también el director del Teatro Maly y el Primer Viceministro de Cultura de la Unión Soviética.
En 1965, después de graduarse de la escuela, Dzhemal ingresó al Instituto de Lenguas Orientales en la Universidad Estatal de Moscú, pero un año después fue expulsado por “un cierto nacionalismo burgués". Más tarde tomó un trabajo como editor en la Editorial "Medicina", donde conoció a un graduado de la Universidad Estatal de Moscú, Ilya Moskvin. Siguió trabajando como editor y editó muchos libros de psiquiatría.
- Datos: Q2422401
- Multimedia: Geydar Dzhemal / Q2422401